# 和合由依
和合 由依（わごう ゆい、2008年〈平成20年〉1月10日 - ）は、日本の女優。2021年（令和3年）、東京パラリンピック開会式の「片翼の小さな飛行機」で主役を務め、注目を集める。2024年（令和6年）、NHKドラマ『パーセント』で女優としてデビュー。

## 略歴
東京都出身。先天性の羊膜索症候群と関節拘縮症により、生来より下半身と左手に障害を持ち、普段は電動車いすで生活している。
母からの勧めを受けて、2021年（令和3年）開催の東京パラリンピック開会式の「片翼の小さな飛行機」で、演技経験皆無ながらオーディションに参加。5000人以上の応募者の中から主役に選抜される。開会式での「片翼の小さな飛行機」での演技が評価されたことで、2021年（令和3年）に、毎日新聞社による毎日スポーツ人賞（文化賞）を受賞する。また、この開会式を通じて、演技や表現の楽しさを知ることとなる。
同2021年、東京パラリンピックに関連するCM『TOKYO 2020 #ARIGATO』でCMデビュー。それまでは台詞の無い芝居だけであったが、「台詞のある役に挑戦したい」との思いにいたり、NHK土曜ドラマのオーディションに挑む。2024年（令和6年）、ドラマ『パーセント』で、女優としてデビューする。
映画鑑賞が趣味の一つであり、2022年（令和4年）4月より、毎日新聞社の映画総合サイト「ひとシネマ」の執筆陣に加わり、最年少ライターとしても活動している。

### 人物
東京パラリンピック開会式での起用について、面接を担当した演出家のウォーリー木下は、「表現に貪欲で、純粋さと大人っぽさがある。彼女なら、大役を務めてもらえると思った」「愛らしい表情や強いまなざしで、審査員の満場一致で大役を任せることを決めた」と語っている。開会式での実際の演技について、木下は「一度見たら忘れない表情をする。素晴らしい役者さんだと思う」と評価している。作家の市川沙央は「和合由依さんの才能が認知される機会となった」、国際パラリンピック委員会の広報部長クレイグ・スペンスは「新しいスターが生まれた。日本の人々の心を捉えたと思う。私も恥ずかしいくらい泣いた」と称賛しており、「ハンディキャップを持ちながらも、明るく爽やかな表情や前向きなキャラクターで元気を与えてくれる存在」との声も上がっている。
ドラマ『パーセント』では、プロデューサーである南野彩子はオーディションを振り返って、「（応募者の中で）一段とフレッシュな輝きを放っていた」「オーディション開始5秒、自己紹介からすぐに引き込まれ、『なんて太陽みたいにキラキラした子なんだ…!』とまぶしかった」「ポジティブでお芝居を心から楽しんでいる空気感がすごくて」「朝ドラのヒロインのようなキラキラとした原石感が凄かった」、制作統括の櫻井賢は「圧倒的な力強さがありました」「センスと吸収力が抜群で。『すごい人に出会ってしまった』という思いです」と語っている。その演技力について、共演者（主演）の伊藤万理華は「未知の世界への好奇心と純粋な喜びを反映していて」「彼女の姿勢は、私が初めて演技に触れ、映像の世界にときめいた時の感覚を思い出させてくれました」と語っており、他に「圧倒的な存在感と、繊細に変化する表情に魅せられる」との声も寄せられている。

## 出演

### テレビドラマ
- パーセント（2024年、NHK総合・NHK BSプレミアム4K）宮島ハル 役[3]
- バニラな毎日（2025年、NHK総合）結杏 役[18]

### CM
- TOKYO 2020 #ARIGATO（2021年）[8]
- 東京都 人権週間（2022年）[19]

### 舞台
- TRAIN TRAIN TRAIN（2025年予定）[20]